# نادي سالغاوكار
نادي سالغاوكار هو نادي كرة قدم احترافي هندي ويلعب في الدوري الهندي الممتاز. يتخذ الفريق من مدينة فاسكو في غوا مقرا له. مالك النادي هي مجموعة شركات سالغاوكار. يلعب الفريق مبارياته المحلية والدولية في ملعب فاتوردا. حصل فريق سالغاوكار يوم 29 سبتمبر 2011 على كأس الاتحاد الهندي 2011 بفوزه على كينغفيشر إيست بنغال في النهائي 3-1. وقد تأهل مؤخرا لبطولة كأس الاتحاد الآسيوي 2012.